# Jüdischer Friedhof Gänserndorf

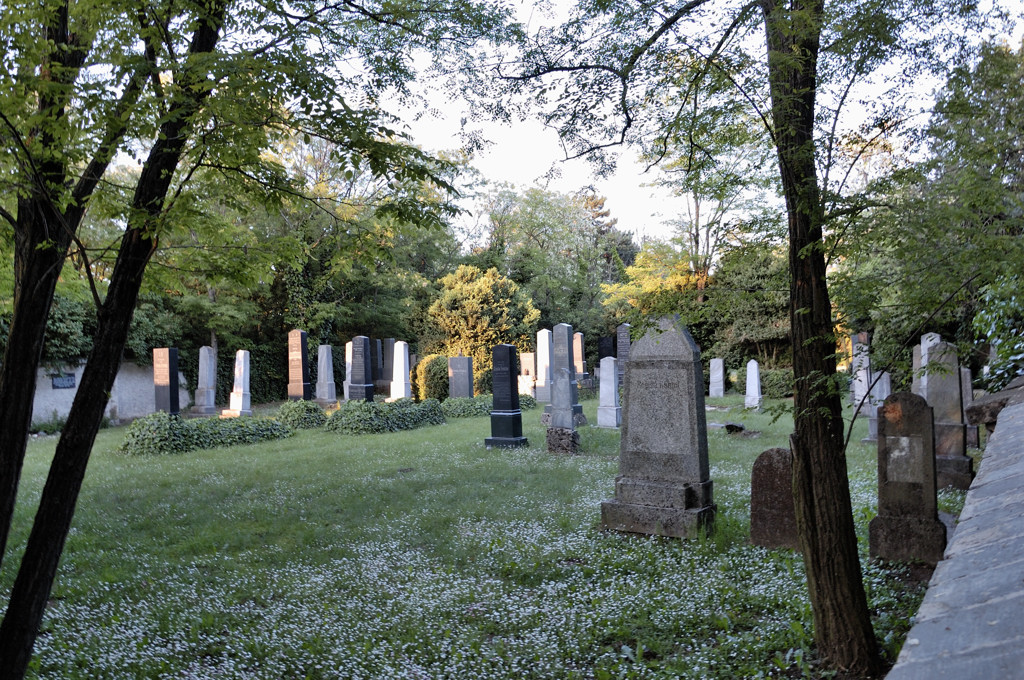
Jüdischer Friedhof in Gänserndorf

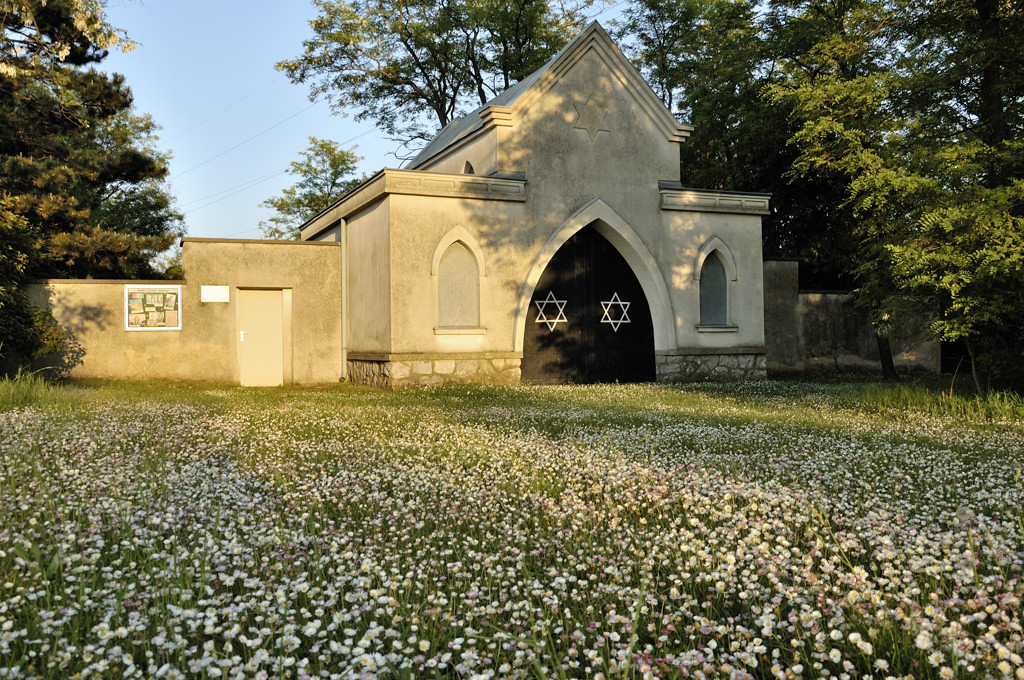
Eingang und Taharahaus

Der Jüdische Friedhof Gänserndorf befindet sich in der Stadtgemeinde Gänserndorf im Marchfeld in Niederösterreich. Der Jüdische Friedhof steht unter Denkmalschutz (Listeneintrag).
Der Friedhof wurde 1884 angelegt.
Beim Eingang befindet sich ein Taharahaus. Auf dem Friedhof sind heute (Stand 2016) noch circa 120 Grabsteine erhalten, nach anderen Angaben gibt es noch 63 erkennbare Gräber. Mitte der 1990er-Jahre wurden der Friedhof und das Taharahaus saniert.